# Karanos av Makedonien

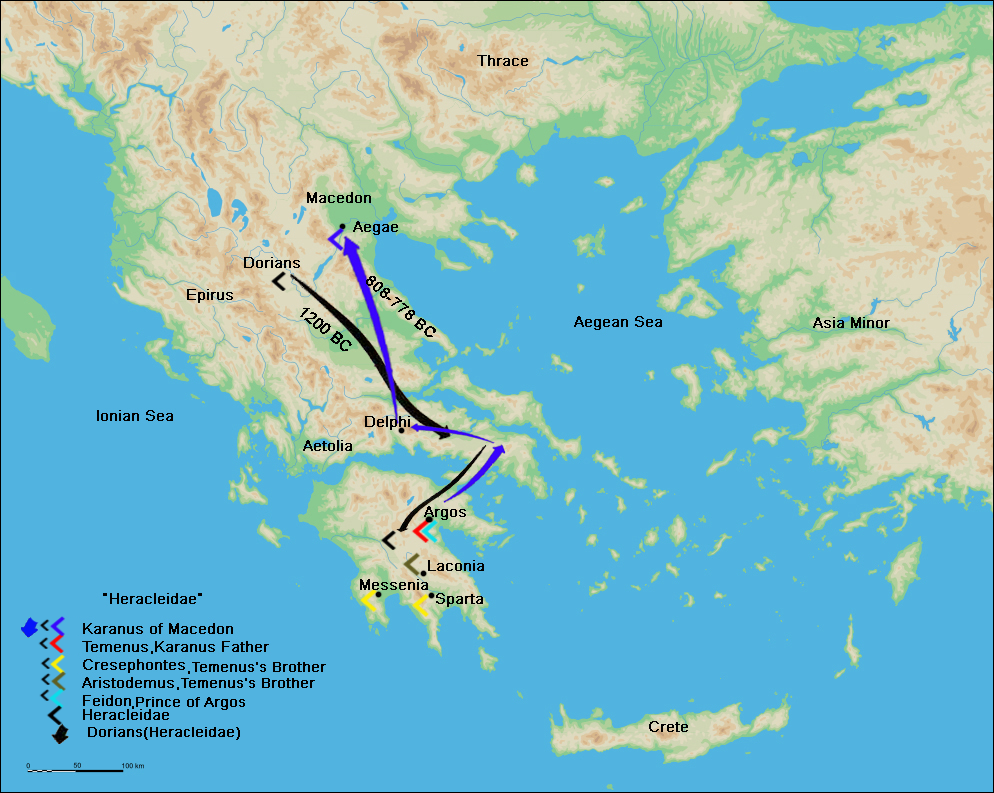
Karanus

Karanos (grekiska Καρανός, latin Caranus, Karanos, Coiranos), född 808 f.Kr., död 778 f.Kr., enligt andra källor 825-778 f.Kr., var enligt vissa källor (historikern Depsipos samt Eusebios) den förste kungen över Makedonien , men enligt Herodotos är det kung Perdikkas I av Makedonien.
Enligt grekisk mytologi var Karanos son till kung Temenos  ättling till Herakles och grundaren av Argeaddynastin. Enligt myten var Temenos tillsammans med Kresphontes och Aristodemos tre doriska ledare som invaderat Peloponessos och delade upp de erövrade områdena sinsemellan. Kresphontes fick Messenien och Sparta, Aristodemos tog Lakonien och Temenos fick Argos. Då Temenos dött tog Karanos bror Feidon över tronen efter att ha dödat sina andra bröder i strid. Karanos bestämde sig då för att skapa sitt eget kungadöme men innan han gjorde det så rådfrågade han oraklet i Delfi. Karanos begav sig norrut och hittade ett grönskande område med mycket boskap där han byggde en stad som han döpte till Aigai (grekiska aiga 'get'), dagens Vergina, och trodde därmed att oraklets profetia hade gått i uppfyllelse.

## Etymologi
Namnet Karanos kommer från det antika grekiska ordet koiranos eller karanon som betyder 'härskare', 'ledare' eller 'kung'. Båda orden kommer från samma rot i den antika doriska dialekten.

## Fotnoter
1. ↑  Pheidon Arkiverad 20 oktober 2012 hämtat från the Wayback Machine.